# A híd (film, 1959)
A híd, eredeti német címe Die Brücke, 1959-ben bemutatott fekete-fehér német háborúellenes film, Bernhard Wicki rendezésében, Gregor Dorfmeister író egy évvel korábban (Manfred Gergor álnéven) megjelent azonos című önéletrajzi regénye alapján. A regény szerzője művében saját traumatikus háborús élményeit dolgozta fel. A történet egy maroknyi német tizenéves iskolás fiúról szól, akik a világháború legutolsó napjaiban, szinte véletlenül kerülnek a frontra. Tudtukon kívül, egy már felrobbantásra ítélt objektum védelmében harcolnak, fanatizmusuk ereje meghátrálásra készteti az ellenséget, de közben valamennyien értelmetlenül elpusztulnak.
A film ősbemutatóját 1959. október 22-én tartották Mannheimben, az Alster filmszínházban. A háború utáni társadalomra komoly hatást gyakorolt. 1960-ban a filmet Német Filmdíjjal tüntették ki, öt kategóriában. A legjobb külföldi alkotás kategóriájában megkapta a Golden Globe-díjat, és ugyanebben a kategóriában nevezték Oscar-díjra.

## Cselekmény
A történet 1945 április végén, a háború utolsó napjaiban zajlik. Egy német kisvárosban hét fiú, hét jóbarát, valamennyien 16 év körüliek, türelmetlenül várják a Wehrmachtba szóló behívójukat. Mindegyikükre hatott a nemzetiszocialista propaganda, a fegyveres harcot dicsőségnek, a felnőtté válás zálogának tekintik.
Walter apja az NSDAP helyi funkcionáriusa. A fiú szégyenkezik apja miatt, aki megcsalja Walter anyját, és szeretőjével együtt szökni készül a fronttól biztos távolságra. Jürgen régi katonatiszti család sarja, önként jelentkezett katonának és tiszti karrierről álmodozik. Karl a hadirokkant apjával él, akit gyűlöl, mert viszonyt folytat a tanonc kislánnyal, akibe Karl szerelmes. Klaus és Hans városi gyerekek, a „gyermekmentő akció” keretében élnek itt, szüleik a városokat sújtó légitámadások elől küldték őket a biztonságos vidékre. Albert és Sigi mindketten anyjukkal élnek, mindkettőjük apja a fronton harcol. Sigit, a legkisebbet sokat csúfolják és molesztálják, de a srác szótlanul tűr.
A behívók valóban megérkeznek, a rémült szülők tanácstalanok. A fiúk, akikbe mélyen beleivódtak a náci propaganda éveken át sulykolt hazafikas szólamai, izgatottan készülnek a hazáért vívandó dicsőséges harcra. Karl és Walter számára a bevonulás még szabadulást is jelent az apáikkal fennálló áldatlan konfliktusokból. A fiúk iskolai tanára, Stern úr, aki az egész háborút elítéli, a parancsnokhoz, Fröhlich századoshoz fordul, aki civilben maga is tanár volt, és kéri a fiúk megkímélését. Azzal érvel, hogy az eddig hirdetett ideálok céltalanok. A százados, akinek katonafia elesett a fronton, visszautasítja, hogy az áldozata hiábavaló lenne. 
Már az első kiképzési nap éjszakáján riadóztatják a helyőrséget, az amerikaiak közeledése miatt. A századot az arcvonalba küldik. vonul, a képzetlen újoncokat is harcba vetik. Fröhlich százados Heilmann altisztre bízza a gyerekeket, azzal a diszkrét utasítással, hogy vigye őket szülővárosuk peremére, egy félreeső, érdektelen kis hídhoz. Parancsát azzal indokolja, hogy a tapasztalatlan újoncok ne rontsák a század harci morálját. Csendben meghagyja Heilmannak, hogy a híd felrobbantását már eldöntötték, utána vonja vissza a gyerekeket, és ne engedje őket harcba keveredni, hősködni.
A fiúk először csalódottan veszik tudomásul, hogy nem rögtön az ellenséggel néznek szembe, de lelkesen nekilátnak állásokat építeni. Beássák magukat, harckocsi-akadályokat telepítenek és fegyverrel őrzik a hídfőt. Hajnalban Heilmann elmegy kávét szerezni a srácoknak, közben hívni akarja a városban várakozó hídrobbantó csoportot. Tábori csendőrökbe ütközik, akik semmit sem tudnak a csak szóban elrendelt hídvédelmi állásról. Dezertőrnek vélik Heilmannt, akinél sem menetparancs, sem fegyver nincs. Őrizetbe akarják venni, Heilmann szökni próbál, a csendőrök agyonlövik. A hidat őrző gyerekcsoportról így már senki sem tud. Ők maguk az eltűnt Heilmannról úgy hiszik, nyilván dezertált, tehát most egyedül kell helytállniuk. A hídon át leharcolt és sebesült Wehrmacht-katonák vonulnak vissza. A fiúk megdöbbenve látják, hogy Vaskeresztet viselő tiszt is együtt menekül velük. Gyávának hiszik a visszavonulókat, az iskolában tanult szólamokkal bátorítják egymást. Önhitten elhessentik a menekülő katonák figyelmeztetéseit.
Egy ellenséges gép mélyrepülésben megsorozza őket. Fedezéket keresnek, csak a legkisebb, az addig mindenki által gúnyolt Sigi marad állva dacosan, hogy bátorságát bizonyítsa. Halálos lövést kap. A legkisebbik bajtárs pusztulása fellobbantja a többiek harci dühét. Amerikai páncélosok jelennek meg, gyalogsági kísérettel. Tűz alá veszik a srácok által felállított spanyollovasokat. Az első harckocsit Walter Panzerfausttal kilövi. Kitör a harc. Az amerikaiak megszállják a hídfővel szemben álló emeletes házat, amelynek pincéjében német civilek húzódnak meg. A páncélosok szétlövik a város folyóparti házait.
Walter a golyózáporon keresztül előrerohan a ház felé. Jürgen, aki egy fa tetején foglal figyelőállást, tűzzel fedezi barátja nyomulását, de a házból egy amerikai mesterlövész leszedi. Walter behatol a házba és közvetlen közelről kilövi a földszinti ablak előtt álló páncélost. A robbanás megöli Waltert is.
Az egyik amerikai katona megdöbbenten látja, hogy kamasz gyerekekkel áll szemben. Megkísérli megszakítani a harcot. Kilép a fedezékből, és angolul kiabál a védőknek, hogy szüntessék be a tüzelést, és menjenek haza, hiszen még „óvodások”. A fiúk nem értik a beszédét, csak a „Kindergarten” szót hallják ki belőle. Karlban felhorgad a sértett kamaszbüszkeség, géppisztolyával hasba lövi az amerikait, aki szörnyű kínok között, a szemük előtt vergődve hal meg. A látványtól sokkolt Klaus hiába kiabál Karlnak, lője agyon a szenvedőt, Karl már halálos fejlövéssel fekszik Klaus mellett. Klaus idegei felmondják a szolgálatot, azt hiszi, ő okozta Karl halálát. Kirohan a tűzvonalba, a halált keresve. Lelövik, a halott amerikai mellé zuhan. A harc alábbhagy, az amerikaiak füstbombák fedezete alatt kimenekülnek az elfoglalt házból és visszavonulnak.
A két életben maradt srác, Hans és Albert ujjong, hogy győzelmes harcban megvédték a hidat. Megjelennek a Wehrmacht utászai, akiknek parancsuk van a híd felrobbantására, csak a harc miatt addig nem tudtak odamenni. A megzavarodott és felháborodott srácok fegyvert fognak a katonákra. Az egyik utász dühöngve lehordja a fiúkat az ostoba és céltalan öldöklés miatt. Albert szó nélkül agyonlövi A menekülő katonák visszalőnek, Hansot halálos lövés éri.
A teljesen megtört Albert hangosan sírva elindul hazafelé. A film végső képsora madártávlatba emelkedve átfogja a tragédia színhelyét. A hídfő körül roncsok és holttestek hevernek, a folyóparti házak romokban, a két kilőtt páncélos még lángol. A záró felirat tudatja a nézőkkel, hogy mindez „1945. április 27-én történt. Annyira jelentéktelen esemény volt, hogy egyetlen hadinapló sem említi.”

## Szereposztás
| Szerep                   | Színész                | Magyar hangja (1. szinkron, 1965) |
| ------------------------ | ---------------------- | --------------------------------- |
| Jürgen Borchert          | Frank Glaubrecht       | N/A                               |
| Karl Horber              | Karl Michael Balzer    | Kern András                       |
| Klaus Hager              | Volker Lechtenbrink    | N/A                               |
| Sigi Bernhard            | Günther Hoffmann       | N/A                               |
| Hans Scholten            | Folker Bohnet          | N/A                               |
| Albert Mutz              | Fritz Wepper           | N/A                               |
| Franziska, diáklány      | Cordula Trantow        | N/A                               |
| Walter Forst             | Michael Hinz           | N/A                               |
| Forst úr, Walter apja    | Hans Elwenspoek        | N/A                               |
| Stern tanár úr           | Wolfgang Stumpf        | Benkő Gyula                       |
| Borchertné, Jürgen anyja | Eva Vaitl              | N/A                               |
| Bernhardné, Sigi anyja   | Edith Schultze-Westrum | N/A                               |
| Horber úr, Karl apja     | Klaus Hellmold         | N/A                               |
| Barbara, tanonclány      | Edeltraut Elsner       | N/A                               |
| Sigrun tornatanárnő      | Inge Benz              | Dallos Szilvia                    |
| Bütov alezredes          | Siegfried Schürenberg  | N/A                               |
| Fröhlich százados        | Heinz Spitzner         | N/A                               |
| Heilmann altiszt         | Günter Pfitzmann       | N/A                               |

## Elismerések, díjak
„A híd” a háború utáni német filmgyártás egyik legtöbb díjat kapott filmje. Kiváló dramaturgiával és megrázóan erejű képekkel közli az író és rendező legfőbb mondanivalóját, hogy a nemzetiszocializmusban felnőtt német ifjúságot milyen hamis idealizmusra nevelték, és hogyan vezették az elvakult hőskultusz (Heldenwahn) tévútjára, ahol a „meghalni a hazáért” jelszó hamis és romboló értelmet kapott.
A filmet ötször tüntették ki a Német Filmdíjakkal. Megkapta a Goldene Schale vándordíjat és a legjobb egész estés mozifilmnek járó Fono-Film-díjat. A szereplők és stábtagok közül többen megkapták a Szövetségi Arany Filmszalag-díjak (Bundesfilmbänder in Gold) valamelyikét:
- Edith Schultze-Westrum (Bernhardné) a legjobb női mellékszerepért,
- Cordula Trantow (Franziska) a legjobb kezdő színésznőnek járó díjat,
- Bernhard Wicki a rendezésért,
- Hans-Martin Majewski a legjobb filmzenéért.

1959-ben a film megkapta a Golden Globe-díjat a legjobb külföldi film kategóriájában. 1960-ban Oscar-díjra jelölték a legjobb idegen nyelvű film kategóriájában. (A díjat azonban Marcel Camus rendező A fekete Orfeusz című filmje vitte el.) Az elismerések hozzásegítették Wickit, hogy 1961-ben meghívják A leghosszabb nap című monumentális háborús filmeposz társrendezőjének.
1989-ben, a Német Szövetségi Köztársaság fennállásának 40. évfordulója alkalmából Bernhard Wicki rendezőt kitüntették a Szövetségi Filmdíj speciális díjával.

## Társadalmi hatása
A film vitatott hatást gyakorolt a 60-70-es évek német ifjúságának gondolkodására. Maga a rendező, Bernhard Wicki írta: „Fiatal férfiak ezreitől kaptam levelet, amelyben leírták, hogy a film hatására megtagadták a fegyveres katonai szolgálatot.”
„A híd” részletei bekerültek A tavasz tizenhét pillanata című 1973-as szovjet kultuszfilm-sorozatba, ahol dokumentumfilmként mutatták őket. 
2003-ban a „Szövetségi központ a politikai nevelésért” (Bundeszentrale für politische Bildung) nevű állami intézmény felvette azon filmek közé, amelyeket iskolai bemutatásra szántak.

## További információ
- A híd a PORT.hu-n (magyarul)
- A híd az Internetes Szinkronadatbázisban (magyarul)
- A híd az Internet Movie Database-ben (angolul)
- A híd a Rotten Tomatoeson (angolul)
- A híd a Box Office Mojón (angolul)
- Le pont (Die Brücke) (francia nyelven). AlloCiné.fr
- Die Brücke (1959) (német nyelven). Filmdienst.de